# Kimberly Arcand
Kimberly Arcand   (Warwick, 20 de desembre de 1975) és un visualitzadora de dades i una comunicadora científica per a l'Observatori de raigs X Chandra de la NASA. També és la coordinadora de visualització del projecte de resposta a la imatge de bellesa matemàtica i astronomia del Centre d'Astrofísica Harvard-Smithsonian situat a Cambridge, Massachusetts.

## Joventut i educació
De petita, Arcand volia ser astronauta.
Va estudiar biologia molecular a la Universitat de Rhode Island i també es va convertir en desenvolupadora del projecte de salut pública del Centre de salut pública de la Universitat de Rhode Island. Va rebre una beca de la Rhode Island Public Health Partnership per treballar en la malaltia de Lyme.
Arcand va estudiar breument al Departament de la Universitat Harvard entre el 2000 i el 2002.
El 2013 Arcand va obtenir un màster en Humanitats Públiques per la Universitat de Brown, centrat en la investigació de la imatge i el significat.
El 2020, Arcand va completar el seu doctorat a la Universitat d'Otago en visualització científica.
Va treballar al Departament de Ciència de la computació de la Universitat de Rhode Island com a instructora entre 1997 i 1999. Es va incorporar a l'Observatori Astrofísic Smithsonian i a l'Observatori de raigs X Chandra el 1998.

## Carrera professional
El 2009 Arcand va llançar From Earth to the Universe amb la UNESCO. És la coordinadora de visualització del projecte de resposta a la imatge de bellesa matemàtica i astronomia del Centre d'Astrofísica Harvard-Smithsonian. El projecte es va posar en marxa el 2010 i analitza les variacions en la presentació del color i l'escala a les imatges astronòmiques. L'equip també estudia com respon la gent a les imatges i les idees errònies que tenen els no experts quan les veuen. El projecte va començar quan Randall, Jeffrey i Lisa F. Smith es van adonar que l'art proporcionaria als astrofísics una manera més eficaç de transmetre els resultats a un públic molt més gran. El grup va explorar la percepció pública de les imatges astronòmiques mitjançant una enquesta vinculada al lloc web de la NASA Astronomical Picture of the Day.
Va treballar estretament amb la UNESCO per celebrar l'Any Internacional de la Llum, una exposició de codi obert que mostrava la ciència basada en la llum. La celebració va comptar amb el suport de SPIE. Amb les dades de la NASA, Arcand va desenvolupar una manera d'imprimir en 3D un romanent de supernova.

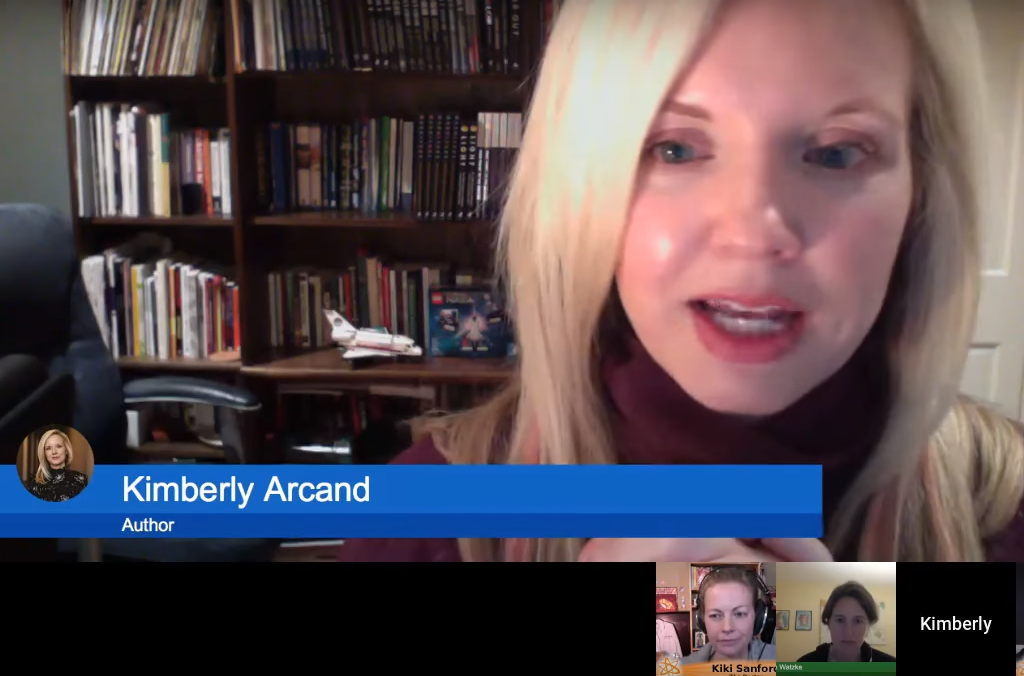
Arcand en This Week in Science el 2016 amb Megan Watzke a càrrec de Kiki Sanford
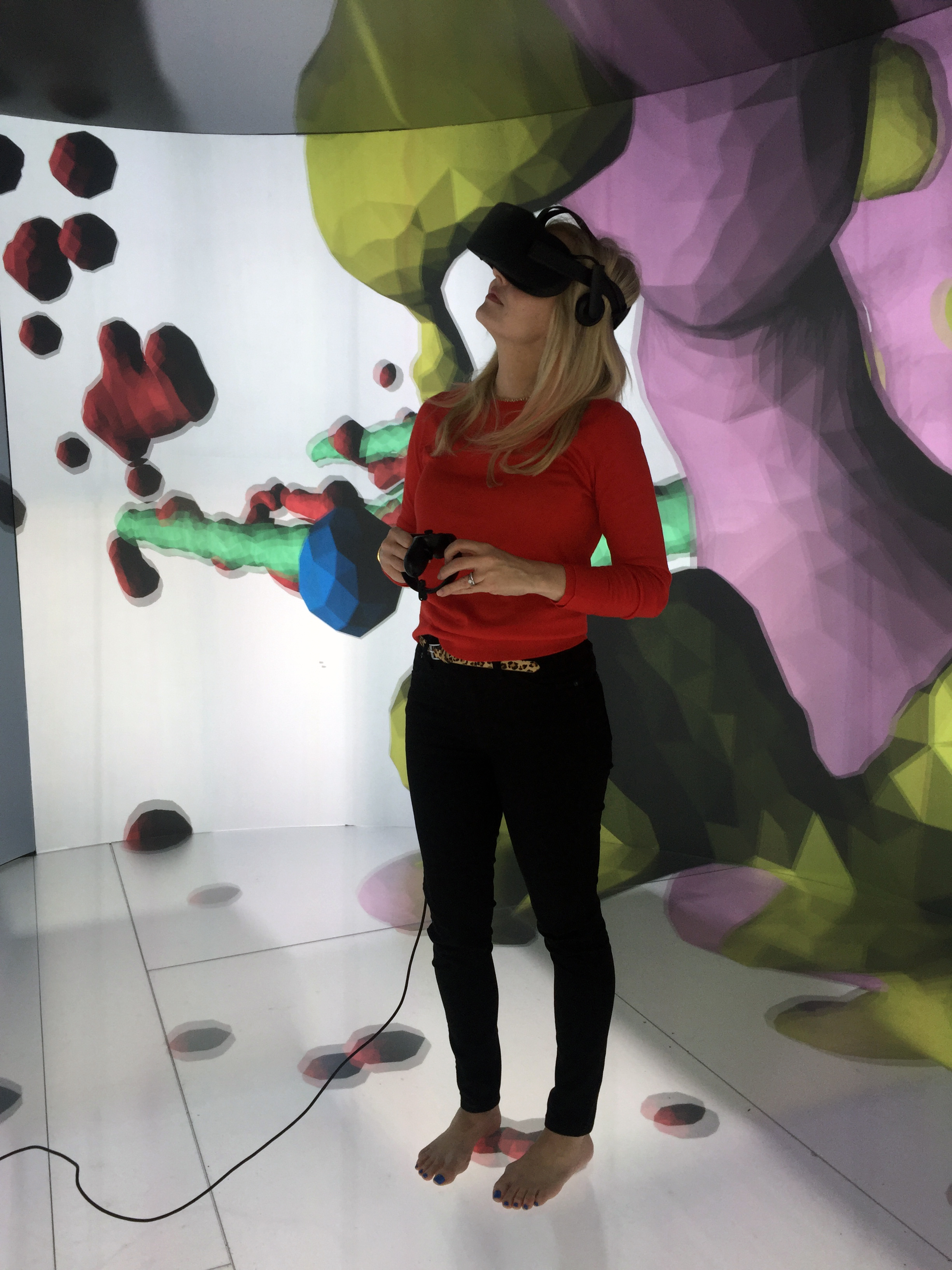
Arcand dins de Brown University YURT, o VR CAVE, durant les proves dels auriculars i l'aplicació[Nota 1]

El 2016, la Casa Blanca va seleccionar Arcand com a promotora del canvi a la Cimera dels Estats Units de les Dones, on va escriure sobre l'esdeveniment per a HuffPost. El 2017, Vinita Marwaha Madill la va perfilar a Rocket Women. Arcand també forma part dels consells d'administració del Museu de Ciència i Art de Rhode Island (RIMOSA). i Tech Collective de Rhode Island. El 2019, Arcand va col·laborar amb la Smithsonian Institution per llançar el lloc web d'experiència interactiva en 3D Viatge a través d'una estrella explotada.

## Premis i honors
Arcand ha guanyat diversos premis pel seu treball de la NASA i la Smithsonian Institution.
- 2007, Premi Internaciona Pirelli per a la comunicació de la ciència.[25]
- 2010, Any Internacional de l'Astronomia, Premi Mani Bhaumik a l'excel·lència en educació i divulgació en astronomia.[26]
- 2014, Tech Collective, Tech 10.[27]
- 2016, Premi Assoliment de la Smithsonian Institution.[28]

## Publicacions

### Autora i coautora
Arcand ha escrit diversos llibres de divulgació científica. El seu llibre Coloring the Universe va ser seleccionat per Cosmos Magazine com un dels millors llibres de ciència il·lustrats del 2016. Col·labora amb Megan Watzke i Travis Rector, Ph.D. El seu llibre Light: The Visible Spectrum and Beyond va ser seleccionat per Forbes com un dels 10 millors regals del 2016.
- 2013 Your Ticket to the Universe: A Guide To Exploring the Cosmos (amb Megan Watzke)[32]
- 2015 Light: The Visible Spectrum and Beyond (amb Megan Watzke)[33]
- 2015 Colouring the Universe: An Insider's Guide to Making Spectacular Images of Space (amb Travis Rector and Megan Watzke)[34]
- 2017 Magnitude: The Scale of the Universe (amb Megan Watzke)[35]
- 2019 Light from the Void: Twenty Years of Discovery with NASA's Chandra X-ray Observatory (amb Grant Tremblay, Megan Watzke, Martin C. Weisskopf i Belinda J. Wilkes)[36]
- 2020 Goodnight Exomoon (Smithsonian Kids Storybook)[37]
- 2020 An Alien Helped Me with My Homework (amb Lisa Smith)[38]

### Obres acadèmiques seleccionales
- Smith, Lisa F.; Smith, Jeffrey K.; Arcand, Kimberly K.; Smith, Randall K.; Bookbinder, Jay; Keach, Kelly «Aesthetics and Astronomy: Studying the public's perception and understanding of non-traditional imagery from space» (en anglès). Science Communication, 33(2), 03-09-2010, pàg. 201-238. arXiv: 1009.0772. Bibcode: 2010arXiv1009.0772S. DOI: 10.1177/1075547010379579. ISSN: 1075-5470.
- Rector, Travis A.; Levay, Zoltan G.; Frattare, Lisa M.; Arcand, Kimberly K.; Watzke, Megan «The Aesthetics of Astrophysics: How to Make Appealing Color-Composite Images that Convey the Science» (en anglès). Publications of the Astronomical Society of the Pacific, 129(975), 01-05-2017, pàg. 058007. arXiv: 1703.00490. Bibcode: 2017PASP..129e8007R. DOI: 10.1088/1538-3873/aa5457. ISSN: 0004-6280.
- Arcand, Kimberly K.; Watzke, Megan «Pioneering Paths to the Universe» (en anglès). Pan European Networks: Science & Technology, 24, setembre 2017, pàg. 128.
- Arcand, K. K.; Watzke, M.; J., DePasquale; A., Jubett; P., Edmonds; K., DiVona «Bringing Cosmic Objects Down to Earth: An Overview of 3D Modelling and Printing in Astronomy and Astronomy Communication» (en anglès). Communicating Astronomy with the Public Journal, 22, setembre 2017, pàg. 14. Bibcode: 2017CAPJ...22...14A.
- Smith, Lisa; Arcand, Kimberly K.; Smith, Randall; Bookbinder, Jay; Smith, Jeffrey «Capturing the many faces of an exploded star: communicating complex and evolving astronomical data» (en anglès). Journal of Science Communication, 16(5), 21-11-2017, pàg. A02. Bibcode: 2017JCOM...16..202A. DOI: 10.22323/2.16050202. ISSN: 1824-2049.
- Arcand, Kimberly K.; Jiang, Elaine; Price, Sara; Watzke, Megan; Sgouros, Tom; Edmonds, Peter «Walking Through an Exploded Star: Rendering Supernova Remnant Cassiopeia A into Virtual Reality». Communicating Astronomy with the Public Journal, 24, 15-12-2018, pàg. 17. arXiv: 1812.06237. Bibcode: 2018CAPJ...24...17A.